# Son de mar
Son de mar is een Spaanse film uit 2001, geregisseerd door Bigas Luna. De film is gebaseerd op de gelijknamige roman van de Spaanse schrijver Manuel Vicent.

## Verhaal
Ulises komt aan in een kustplaats in de buurt van Valencia om literatuur te onderwijzen. Al gauw wordt hij verliefd op Martina, de dochter van zijn huisbaas. De lokale zakenman Sierra is ook verliefd op haar. Martina en Ulises raken bevriend en hij leest de Aeneis aan haar voor.  Martina raakt geboeid door het verhaal, en het duurt niet lang voordat ze verliefd wordt. Ze trouwen en krijgen een zoon. Wanneer Ulises op een dag met zijn boot de zee op gaat om te vissen, breekt er een storm uit en verdwijnt hij. Martina gaat ervan uit dat Ulises dood is, en om haar kind te kunnen onderhouden trouwt ze met Sierra.
Vijf jaar later laat Ulises weer van zich horen. Martina wordt weer verliefd en ze beginnen een verhouding. Samen besluiten ze te vluchten op het jacht Son de mar. Sierra ontdekt dit en saboteert de boot. Wanneer ze midden op zee zijn, zinkt het jacht en sterven de geliefden.

## Rolverdeling
| Acteur           | Personage |
| ---------------- | --------- |
| Jordi Mollà      | Ulises    |
| Leonor Watling   | Martina   |
| Eduard Fernández | Sierra    |

## Ontvangst

### Prijzen en nominaties
De film won 1 prijs en werd voor 4 andere genomineerd. Een selectie:
| Jaar | Evenement                  | Categorie               | Genomineerde     | Resultaat   |
| ---- | -------------------------- | ----------------------- | ---------------- | ----------- |
| 2002 | Premios Goya (16de editie) | Beste mannelijke bijrol | Eduard Fernández | Genomineerd |
| 2002 | Premios Goya (16de editie) | Beste bewerkt scenario  | Rafael Azcona    | Genomineerd |